# کاتالینا آکسنته
کاتالینا آکسنته (به انگلیسی: Cătălina Axente،  زادهٔ ۳۱ اکتبر ۱۹۹۵) یک کشتی‌گیر زن آزادکار اهل کشور رومانی است. وی سابقه حضور در المپیک ۲۰۲۴ پاریس را دارد.  